# Gavino Dessì Deliperi
Gavino Dessì Deliperi o Dessy Deliperi (Settimo San Pietro, 7 settembre 1875 – Cagliari, 7 maggio 1950) è stato un politico e avvocato italiano.

## Biografia
Figlio dell'avvocato Michele Dessì e di Ida Deliperi, conseguì la laurea in giurisprudenza all'Università di Cagliari nel luglio 1897 ed esercitò la professione di avvocato nel capoluogo sardo.
Membro della massoneria ed esponente del liberalismo giolittiano, fu assessore comunale alle finanze e dal 1921 al 1923 sindaco di Cagliari, ultimo sindaco eletto dal consiglio comunale prima della dittatura fascista e l'istituzione dei podestà. Fu il principale promotore dell'Istituto musicale cagliaritano, poi conservatorio di Cagliari. Tornò alla guida del comune dopo la guerra, prima come commissario prefettizio dal 16 dicembre 1943 al 28 aprile 1944, poi di nuovo come sindaco dal 28 aprile all'11 agosto 1944.
Sposato con Ida Scarzella, ebbe quattro figli: Giorgio, Bruno, Flavio e Anna. Fu inoltre proprietario di un'importante azienda agricola nel comune di Sinnai. Morì il 7 maggio 1950 e venne sepolto nel cimitero cagliaritano di San Michele.
Il 23 febbraio 1978 gli è stata intitolata una via a Cagliari, nel quartiere di Mulinu Becciu.